# ألان روبنز
ألان روبنز (بالإنجليزية: Alan Robbins) هو سياسي أمريكي، ولد في 5 فبراير 1943 في فيلادلفيا في الولايات المتحدة. انتخب عضو مجلس ولاية كاليفورنيا.